# Macaronesia
Il termine Macaronesia (in spagnolo Macaronesia, in portoghese Macaronésia) è un nome collettivo moderno utilizzato per indicare diversi arcipelaghi dell'oceano Atlantico settentrionale situati al largo delle coste africane. Le isole della Macaronesia fanno parte di Portogallo, Spagna e Capo Verde.

## Etimologia
Il nome Macaronesia deriva dal greco μακάρων νῆσοι (makàrōn nêsoi) e significa Isole Fortunate, espressione utilizzata dagli antichi geografi greci per riferirsi ad alcune isole che si trovavano al di là dello Stretto di Gibilterra. In tali isole si riteneva che fossero accolti degli eroi e immortali di natura straordinaria.

## Descrizione
Le isole della Macaronesia sono di origine vulcanica, e si pensa siano il prodotto di alcuni punti caldi geologici. Il clima delle isole varia da subtropicale a tropicale. Le Azzorre e Madeira hanno generalmente un clima più fresco e piovoso rispetto alle Canarie e a Capo Verde.
Le isole hanno una biogeografia unica e ospitano alcune distinte comunità di animali e piante. Nessuna delle isole macaronesiane ha mai fatto parte di un continente, così che le piante e gli animali qui presenti non hanno potuto raggiungere le isole che attraverso una dispersione a lunga distanza. Le foreste di alloro, chiamate laurisilva, coprivano un tempo gran parte delle Azzorre, Madeira, le Selvagge, e parti delle Canarie. Queste foreste assomigliano a quelle antiche che coprivano il bacino del Mediterraneo e l'Africa nord-occidentale prima dell'aridità e del freddo delle ere glaciali.
Il disboscamento per ottenere legna da costruzione o da ardere, lo sviluppo dell'agricoltura e l'introduzione di specie esotiche di piante e animali da parte degli uomini ha poi ulteriormente distrutto o fortemente ridotto molta della vegetazione originaria, specialmente la laurisilva. Come risultato di ciò, molto del biota endemico delle isole è in serio pericolo o estinto.
La Macaronesia è così suddivisa:
| Isole                    | Superficie | Popolazione (2011) | Densità     | Centro principale                                   | Lingua ufficiale | Stato      |
| ------------------------ | ---------- | ------------------ | ----------- | --------------------------------------------------- | ---------------- | ---------- |
| Arcipelago delle Azzorre | 2 333 km²  | 246 746 ab.        | 106 ab./km² | Ponta Delgada                                       | portoghese       | Portogallo |
| Arcipelago di Madera     | 801 km²    | 267 938 ab.        | 334 ab./km² | Funchal                                             | portoghese       | Portogallo |
| Isola di Porto Santo     | 40 km²     | 4 474 ab.          | 112 ab./km² | Porto Santo                                         | portoghese       | Portogallo |
| Isole Desertas           | 14,21 km²  |                    |             |                                                     | portoghese       | Portogallo |
| Isole Selvagge           | 2,73 km²   |                    |             |                                                     | portoghese       | Portogallo |
| Isole Canarie            | 7 447 km²  | 2 126 769 ab.      | 284 ab./km² | Las Palmas de Gran Canaria e Santa Cruz de Tenerife | spagnolo         | Spagna     |
| Arcipelago di Capo Verde | 4 033 km²  | 499 796 ab.        | 118 ab./km² | Praia                                               | portoghese       | Capo Verde |